# Sarin Ronnakiat
Đây là tên người Thái Lan. Sarin là tên riêng; Ronnakiat là họ.
Sarin Ronnakiat (tiếng Thái: สาริน รณเกียรติ, phiên âm: Sa-rin Ron-na-ki-ét, sinh ngày 4 tháng 1 năm 1995) còn có nghệ danh là Inn (อิน), là một diễn viên người Thái Lan trực thuộc GMMTV.

## Tiểu sử
Sarin sinh ra tại Bangkok, Thái Lan. Anh là người con thứ hai giữa hai chị em gái. Gia đình anh kinh doanh bất động sản.
Anh học trung học Sarin tại Bangkok Christian College, khoa kiến trúc thiết kế (Chương trình quốc tế)/Chương trình quốc tế về thiết kế & kiến trúc (INDA) Đại học Chulalongkorn danh dự hạng 2.

## Sự nghiệp
Anh được biết đến như một hot boy đến từ Đại học Chulalongkorn. Sau khi tốt nghiệp anh tham gia vào ngành giải trí, bắt đầu với Get 102.5 DJ. Sau đó anh trở thành diễn viên xuất hiện trong bộ phim Duang Jai Nai Fai Nhao.
Vào năm 2019 Sarin tham gia bộ phim truyền hình The Man Series tập Pupa. Anh thủ vai Perm trong phim truyền hình Thong Eak Mor Ya Tah Chaloang và đóng vai chính trong phim Fak Fah Kiri Dao.
Vào ngày 1 tháng 8 năm 2023 anh chính thức tham gia công ty GMMTV.

## Điện ảnh

### Phim truyền hình
| Năm  | Tiêu đề                       | Vai trò              | Kênh      | Ghi chú             | Tham khảo   |
| ---- | ----------------------------- | -------------------- | --------- | ------------------- | ----------- |
| 2018 | Duang Jai Nai Fai Nhao        | Thanu                | Channel 3 |                     |             |
| 2019 | The Man Series: Pupa          | Pupa                 | Channel 3 |                     |             |
| 2019 | Thong Eak Mor Ya Tah Chaloang | Perm                 | Channel 3 |                     |             |
| 2020 | Fak Fah Kiri Dao              | Kiri                 | Channel 3 |                     |             |
| 2020 | Kwam Song Jum See Jang        | Dr.                  | Channel 3 | (Khách mời, tập 16) |             |
| 2022 | The Miracle of Teddy Bear     | Taohoo (Tofu)        | Channel 3 |                     | [ 6 ]       |
| 2024 | Wandee Goodday                | "Wandee" Laowatthana | GMM 25    | Vai chính           | [ 7 ] [ 8 ] |
| 2025 | Memoir of Rati                | "Rati" Dier          | GMM 25    | Vai chính           | [ 9 ]       |

### Lưu diễn
| Năm  | Ngày            | Chuyến lưu diễn                      | Quốc gia  | Địa điểm                         | Chú thích |
| ---- | --------------- | ------------------------------------ | --------- | -------------------------------- | --------- |
| 2024 | Ngày 20 tháng 7 | Wandee Goodday Final Ep. Fan Meeting | Thái Lan  | Earthlab Cinema by Dr.CBD        | [ 10 ]    |
| 2024 | Ngày 22 tháng 9 | Great Inn 1st Fan Meeting in Taipei  | Đài Loan  | HANASPACE                        | [ 11 ]    |
| 2025 | Ngày 25 tháng 1 | GMMTV Fan Day 16 in Cambodia         | Campuchia | Aeon Hall                        | -         |
| 2025 | Ngày 1 tháng 3  | GMMTV Fanday 18 in Tokyo             | Nhật Bản  | Bellesalle Shiodome B1/F Hall    | -         |
| 2025 | Ngày 20 tháng 6 | Memoir of Rati: The First Chapter    | Thái Lan  | Siam Pavalai Royal Grand Theatre | [ 12 ]    |

## Giải thưởng và đề cử
| Năm  | Giải thưởng                    | Hạng mục                                      | Tác phẩm | Kết quả   | Nguồn  |
| ---- | ------------------------------ | --------------------------------------------- | -------- | --------- | ------ |
| 2019 | Kazz Awards 2019               | Chàng trai dễ thương nhất của năm             | -        | Đoạt giải | [ 13 ] |
| 2023 | HOWE NEW GENERATION AWARD 2023 | HOWE The 50 Influential People 2023           | -        | Đoạt giải | [ 14 ] |
| 2024 | Grab Thumbs Up Awards 2024     | Best Cafe and Desserts Restaurant of the Year | -        | Đoạt giải | [ 15 ] |